# خوسيه مانويل برموديز
خوسيه مانويل برموديز (بالإسبانية: José Manuel Bermúdez García)‏ هو مدرب تجديف إسباني، ولد في 22 فبراير 1958 في فيغو في إسبانيا.

## وصلات خارجية
- خوسيه مانويل برموديز على موقع الاتحاد الدولي للتجديف (الإنجليزية)
- خوسيه مانويل برموديز على موقع أوليمبيديا (الإنجليزية)